# خوزه آگوئرو
خوزه آگوئرو (انگلیسی: José Agüero) بازیکن فوتبال اهل اسپانیا بود که در اواخر دهه ۱۹۱۰ و اوایل دهه ۱۹۲۰ در پست هافبک و مهاجم برای اتلتیک کلاب مادرید و راسینگ سانتاندر بازی کرد.
وی همچنین در تیم ملی فوتبال تیم فوتبال خودمختار مادرید بازی کرده است.
وی در مسابقات کشوری و بین‌المللی در مجموع برندهٔ ۱ مدال طلا شده است.